# Proyecto Especial Arqueológico Caral-Supe
El Proyecto Especial Arqueológico Caral-Supe es una institución estatal peruana que planifica una investigación arqueológica sostenida con un enfoque multidisciplinario. Por ello, se ha trabajado paralelamente en el estudio científico de los sitios arqueológicos del Valle de Supe, la conservación de los monumentos, su puesta en valor con fines turísticos y la búsqueda de la implementación de un programa integral con el objetivo de promover el desarrollo socioeconómico de las poblaciones del distrito de Supe y la provincia de Barranca.
Fue creado por el Estado Peruano en febrero de 2003, adscrito al entonces Instituto Nacional de Cultura, sobre la base del Proyecto Arqueológico Caral-Supe, creado y dirigido por la arqueóloga Ruth Shady desde 1996.
Desde 2010 es la zona arqueológica Caral, Unidad Ejecutora 003 del Ministerio de Cultura. Está dedicado a la puesta en valor (investigación, conservación, habilitación turística, difusión y administración) de diez sitios arqueológicos monumentales del valle de Supe (Ciudad Sagrada de Caral, Chupacigarro, Áspero, Miraya, Lurihuasi, Allpacoto, Era de Pando, Pueblo Nuevo, Piedra Parada y El Molino) y un sitio arqueológico monumental en el valle de Huaura (Vichama).
Asimismo, desarrolla una arqueología pública dedicada a fomentar el desarrollo social y económico de la población circundante, local y regional, a partir de la revaloración del patrimonio arqueológico y su aprovechamiento turístico, la mejora de las relaciones sociales, la capacitación de la población para la producción sostenible, el impulso a proyectos de infraestructura productiva, y el establecimiento de condiciones de educación y salud adecuadas. Estas labores están enmarcadas en el "Plan Maestro del Valle de Supe y su área de influencia", encargado a la zona arqueológica Caral por Ley del Congreso de la República, desde marzo de 2006.
La arqueóloga Ruth Shady es la Jefa de la institución desde 2003.